# Clark Gable
William Clark Gable (Cadiz, Ohio, 1 de febrer de 1901 - Los Angeles, Califòrnia, 16 de novembre de 1960) fou un actor estatunidenc guanyador d'un Oscar al millor actor.

## Biografia

### Infantesa
Clark Gable era fill de William H. Gable, propietari de pous de petroli, i d'Adeline Hershelman, que moria quan ell tenia deu mesos. Els seus avis, tant paternals com maternals, eren de procedència alemanya.
L'abril de 1903, el seu pare es torna a casar amb Jennie Dunlap i es traslladen a Hopedale (Ohio). L'any 1917, la família passa per problemes econòmics i Clark ha de deixar l'institut per treballar a les factories de pneumàtics Akron.
Decidit a no seguir el camí professional del seu pare, Clark comença a treballar en unes quantes companyies de teatre de segona classe però acaba com a venedor de corbates en uns grans magatzems a Portland, Oregon. Allà hi coneixia el net de la coneguda actriu Laura Hope Crews, que l'animava a tornar a l'escenari amb una altra companyia de teatre. El seu manager era Josephine Dillon, que després de corregir les seves dents i d'una rigorosa formació el considerava finalment preparat per intentar una carrera en el cinema.

### Hollywood
El 1924, amb l'ajut financer de Josephine, se n'anava a Hollywood on ella es convertia en el seu manager i a la vegada en la seva primera muller. Encara que intervenia en diverses pel·lícules mudes com The Plastic Age protagonitzades per Clara Bow, Clark no aconseguia obtenir papers importants. Va ser després de la seva aparició impressionant com l'assassí de caràcter i desesperat a The Last Mile quan se li oferia un contracte amb la MGM el 1930. El primer paper important en una pel·lícula sonora va ser com a canalla en un western de baix pressupost dirigit per William Boyd anomenat The Painted Desert (1931). Rebia una gran quantitat de correus d'admiradors com a resultat de la seva potent veu i aspecte, que forçava a l'estudi a tenir-lo en compte.
Treballava principalment en papers d'home dur que construirien la seva fama durant el 1931 amb pel·lícules importants com A Free Soul, en la qual interpretava a un gàngster que donava una bufetada a Norma Shearer. També treballà al costat de Greta Garbo a Her Rise and Fall i de Joan Crawford a Possessed, amb qui compartí a les pantalles la passió que estaven compartint en la vida real. Per reforçar la seva popularitat, MGM freqüentment l'aparellava amb estrelles femenines molt populars, com Jean Harlow.
Gable i Harlow es convertiren en una parella enormement popular, protagonitzant junts fins a sis pel·lícules, sent les més notables Red Dust i Saratoga, durant la producció de la qual Harlow moria. En els anys 1930 i 1940, actuava en una successió de pel·lícules enormement populars.
Quan el cap de MGM, Louis B. Mayer, decidia que Gable estava esdevenint difícil i ingrat, tenia una idea brillant: cedir-lo per una temporada als estudis Columbia en una posició més baixa; això li donaria una lliçó. El resultat: Gable guanyava el premi de l'Acadèmia al Millor Actor per a la seva actuació de 1934 a la pel·lícula Va succeir una nit. Retornava a MGM sent encara una estrella més gran.
El 1930, Clark i Josephine Dillon es divorciaven i uns quants dies més tard, es casava una altra vegada.

### Els papers més famosos
Malgrat la seva reticència a fer aquest paper, Gable és sobretot conegut per la seva actuació com a Rhett Butler durant el 1939 a Allò que el vent s'endugué, amb el que tenia una nominació de com a millor actor.
Uns quants anys abans, Gable també havia tingut una nominació pel seu paper a Rebel·lió a bord de 1935.

### Matrimoni amb Carole Lombard i Segona Guerra Mundial
El matrimoni de Gable el 1939 amb la seva tercera muller, l'actriu Carole Lombard, sembla que va ser el període més feliç de la seva vida personal.
Però el 16 de gener de 1942 l'idil·li s'acabava. Lombard, que acabava d'enllestir la seva 57a pel·lícula, To Be or Not to Be, tenia un accident mortal amb una avioneta prop de Las Vegas. Gable rodava 27 pel·lícules més però en paraules d'Esther Williams: Mai va tornar a ser el mateix, el seu cor estava enfonsat.
Devastat i desconsolat per la pèrdua de Lombard, Gable s'allistava a les Forces Aèries de l'Exèrcit dels EUA. Des de la RAF, a Polebrook, Anglaterra, Gable intervingué en cinc missions de combat, incloent-hi una a Alemanya, entre el 4 de maig i 23 de setembre de 1943, guanyant condecoracions pels seus esforços. Deixava Forces Aèries com a comandant.

### Després de la guerra
La seva primera pel·lícula després de retornar de la guerra era la producció de 1945 Adventure. Era un fracàs crític i comercial i, malgrat uns quants subsegüents èxits populars com Mogambo, Gable només aconseguia papers mediocres oferts per la MGM com a actor madur. Es negava a renovar el seu contracte amb ells el 1953 i es posava a treballar de forma independent.
El 1949, Clark es casava amb Sylvia Ashley, una divorciada britànica que alhora era vídua de Douglas Fairbanks. Aquesta relació va ser profundament desafortunada i es divorciaven el 1952.
La seva cinquena muller, amb qui un es casava després d'un afer darrere un altre, fou Kay Spreckels, amb qui va conviure durant tretze anys. Amb aquesta ex-model va tenir un fill, John Clark Gable, nascut el 20 de març de 1961, quatre mesos després de la mort de Clark.
Gable també tenia una filla, Judy Lewis (nascuda el 1935), com a resultat d'un afer amb l'actriu Loretta Young durant el rodatge del film Call of the Wild. En un esquema elaborat, Young es prenia unes vacances i se n'anava a Europa per donar a llum. En el seu retorn, afirmava haver adoptat Judy (una nena que s'assemblava misteriosament a la seva mare i amb orelles que sobresortien com les de Gable).
Segons Lewis, Clark visità casa seva una vegada, però no li va dir mai que fos el seu pare. Mentre que ni Gable ni Young ho van admetre mai, finalment Young donava el seu permís als biògrafs per incloure-ho només sobre la condició que el llibre fos publicat després de la seva mort.

### Mort
L'última pel·lícula de Gable fou The Misfits (escrita per Arthur Miller i dirigida per John Huston), també protagonitzada per Marilyn Monroe i Montgomery Clift. Molts crítics la consideren la seva millor pel·lícula. Gable moria poc després per culpa del seu quart atac de cor el 8 de novembre de 1960, als 59 anys.
Hi va haver molta especulació sobre el seu paper en aquest film, físicament molt exigent (exigia ser arrossegat per cavalls). En una citació àmpliament comunicada, Kathleen Gable va dir que el culpable va ser l'estrès provocat per "l'inacabable esperar... esperar a Monroe". Monroe, d'altra banda, afirmava que ella i Kathleen s'havien tornat propers durant el film i anomenaven a Clark com "El Nostre Home". De fet, al funeral van seure juntes. D'altres donaven la culpa al règim estricte de Gable abans de començar la pel·lícula, cosa que era una pràctica habitual en els darrers anys.
Clark Gable està enterrat al Forest Lawn Memorial Park Cemetery a Glendale (Califòrnia), al costat de la seva estimada Carole Lombard.

## Vida personal

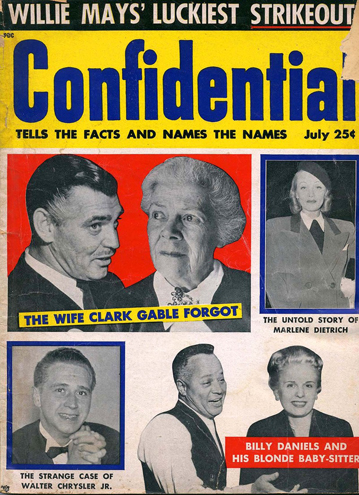
1957 Revista confidencial amb un article sobre la primera esposa de Gable, Josephine Dillon

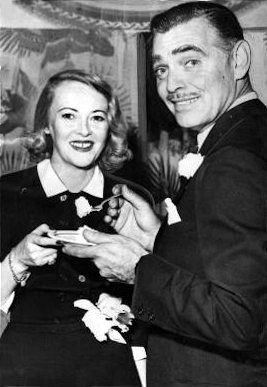
Amb la quarta dona Sylvia Ashley

Gable es va casar 5 vegades i va estar vinculada romànticament a moltes altres dones. El seu primer compromís va ser amb l'actriu Franz Dorfler quan tenia uns 21 anys. Dorfler va presentar a Gable a Josephine Dillon, que es convertiria en la seva entrenadora, gerent i després en la seva dona. Quan Gable i Dillon es van casar el 1924, Gable tenia 23 anys i Dillon 40; la parella es va divorciar el 1930. La seva segona dona va ser la socialite texana Maria Franklin Prentiss Lucas Langham Gable (anomenada "Ria"). La parella es va divorciar el 7 de març de 1939. Tretze dies després del seu divorci de Maria, Gable es va casar amb l'actriu Carole Lombard durant una pausa de producció de Gone with the Wind. Lombard va morir en un accident d'avió menys de tres anys després.
Carole Lombard
La relació i el matrimoni de Gable el 1939 amb la seva tercera dona, l'actriu Carole Lombard (1908–1942), va ser un dels períodes més feliços de la seva vida personal. Es van conèixer mentre filmaven No Man of Her Own de 1932, quan Lombard encara estava casat amb l'actor William Powell. Un romanç entre Gable i Lombard no es va enlairar fins al 1936, després de reconèixer-se en una festa. Aviat van ser inseparables, amb revistes de fans i tabloides que els citaven com a parella oficial.

Gable va prosperar al voltant de la personalitat juvenil, encantadora i franca de Lombard, una vegada va declarar: 
| « | Pots confiar en aquesta petita botilla amb la teva vida, les teves esperances o les teves debilitats, i ella ni tan sols sabria com pensar en defraudar-te. | » |

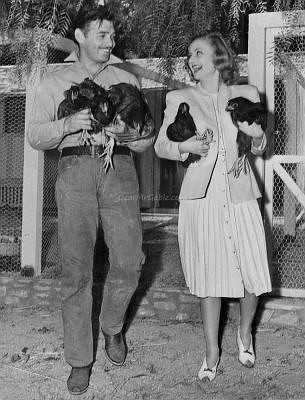
"Ma i Pa", com s'anomenaven afectuosament, al seu ranxo d'Encino, Califòrnia

Gable encara estava casat legalment, després d'haver prolongat un costós divorci amb la seva segona dona, Ria Langham, fins que el seu sou de Gone with the Wind li va permetre arribar a un acord de divorci amb ella el 7 de març de 1939. El 29 de març, durant una pausa de producció de Gone with the Wind, Gable i Lombard es van casar a Kingman, Arizona i la lluna de mel a l'habitació 1201 de l’Arizona Biltmore Hotel. Van comprar un ranxo que abans era propietat del director Raoul Walsh a Encino, Califòrnia, per 50.000 dòlars, convertint-lo en la seva llar. La parella, que s'anomenaven amorosament "Ma i Pa", posseïa una serra d'animals i hi criaven pollastres i cavalls.
Amb el bombardeig de Pearl Harbor, moltes estrelles de Hollywood es van unir a l'esforç de guerra, algunes com James Stewart es van inscriure al servei actiu. Carole Lombard va enviar un telegrama al president Roosevelt en nom de Gable expressant el seu interès a fer-ho, però FDR va pensar que l'actor de 41 anys podria servir millor amb un augment de papers patriòtics a les pel·lícules i els impulsos de vincles, que Lombard va començar incansablement.
El 16 de gener de 1942, Lombard era passatgera del vol 3 de Transcontinental i Western Air amb la seva mare i agent de premsa Otto Winkler. Acabava d'acabar la seva pel·lícula número 57, Ser o no ser, i tornava a casa després d'una exitosa gira de venda de bons de guerra quan l'avió DC-3 del vol es va estavellar a Potosi Mountain, prop de Las Vegas, Nevada, i van morir els 22 passatgers a bord, inclosos 15 militars en camí d'entrenament a Califòrnia. Gable va volar al lloc de l'accident per reclamar els cossos de la seva dona, la seva sogra i Winkler, que havia estat el padrí de casament de Gable i Lombard. Lombard va ser declarada com la primera víctima femenina estatunidenca relacionada amb la Guerra de la Segona Guerra Mundial, i Gable va rebre una nota personal de condol del president Roosevelt. La investigació de la Junta d'Aeronàutica Civil sobre l'accident va concloure que la seva causa era l'error del pilot.
Gable va tornar al seu ranxo d'Encino i va dur a terme els seus desitjos funeraris tal com havia demanat en el seu testament. Un mes després, va tornar a l'estudi per treballar amb Lana Turner en la seva segona pel·lícula junts, Somewhere I'll Find You. Després d'haver perdut 20 lliures des de la tragèdia, Gable, evidentment, estava devastat emocionalment i físicament, però Turner va declarar que Gable va continuar sent un "professional consumat" durant el rodatge. Va actuar en 27 pel·lícules més i es va tornar a casar dues vegades més. «Però mai va ser el mateix», segons Esther Williams. «Va quedar devastat per la mort de Carole».
Sylvia Ashley
El 1949, Gable es va casar amb Sylvia Ashley, una model i actriu britànica que era vídua de Douglas Fairbanks; la parella es va divorciar el 1952. El 1955, Gable es va casar amb Kay Spreckels (de soltera Kathleen Williams), una antiga model i actriu casada tres vegades que abans havia estat casada amb l'hereu del refinador de sucre Adolph B. Spreckels Jr. Quatre mesos després de la seva mort el 1960, Kay Gable. va donar a llum al seu únic fill biològic, John Clark Gable. John Clark va competir amb cotxes i camions, sobretot a la Baja 500 i la Baja 1000, rebutjant les ofertes de Hollywood per actuar fins a Bad Jim (1990) ', una pel·lícula directa de vídeo . El 1999, el seu treball amb The Clark Gable Foundation va ajudar a restaurar la casa on va néixer el seu pare i obrir-la com a museu a Cadis, Ohio. :380–383Va tenir dos fills: Kayley Gable (nascut el 1986) i Clark James Gable (1988-2019). Kayley és actriu, mentre que Clark James va ser l'amfitrió de dues temporades del reality show de distribució nacional Cheaters. Clark James va morir als 30 anys el 22 de febrer de 2019.
Relació amb Loretta Young
L'any 1935, presumptament, Clark Gable va dormir amb la seva coprotagonista Loretta Young mentre estava en un tren nocturn des d'un estudi fins a Hollywood. Durant el rodatge de The Call of the Wild a principis de 1935, l'actriu principal de la pel·lícula, Loretta Young, es va quedar embarassada del fill de Gable. La seva filla Judy Lewis va néixer el 6 de novembre de 1935 a Venice, Califòrnia. Young va amagar el seu embaràs en un esquema elaborat. Dinou mesos després del naixement, va afirmar haver adoptat el nadó. La majoria de Hollywood (i uns quants del públic en general) creien que Gable era el pare de Lewis per la seva gran semblança i el moment del seu naixement. El 1950, Gable va anar a casa de la seva mare per visitar-la breument. Gable va preguntar a Lewis sobre la seva vida i després, en marxar, li va fer un petó al front. Va ser l'única vegada que Lewis va parlar amb Gable i, en aquell moment, no tenia ni idea que era el seu pare.
Com a adult, Lewis va parlar de la confusió, l'aïllament i l'alienació que va sentir dins de la seva pròpia família mentre creixia. Cinc anys després de la mort de Gable, quan es va enfrontar a Judy Lewis, Loretta Young va dir que era la mare biològica de Lewis i que Gable era el seu pare per una aventura. Young va morir el 12 d'agost de 2000; la seva autobiografia, publicada pòstumament, va confirmar que Gable era efectivament el pare de Lewis. Judy Lewis va morir de càncer als 76 anys el 25 de novembre de 2011. El 2015, la nora de Young va al·legar que Young havia dit el 1998 que Judy Lewis va ser concebuda per una violació. Young havia admès anteriorment una aventura amb Gable, que era un secret conegut a Hollywood en aquell moment. La família de Young havia optat per romandre en silenci sobre la informació fins que tant Young com Lewis van morir; van fer pública la informació quatre anys després de la mort de Lewis.

## Política
Gable era un republicà conservador. El 1944, Gable es va convertir en un dels primers membres de la conservadora Motion Picture Alliance for the Preservation of American Ideals, un grup creat explícitament per ajudar a eliminar els comunistes de la indústria cinematogràfica. A més de Gable, entre els seus membres hi havia pesos pesants de la indústria com Walt Disney, Ayn Rand, Ronald Reagan i John Wayne; van ajudar a crear i fer complir la llista negra de Hollywood, sovint testimoniant sota jurament davant el Comitè d'Activitats Antiamericanes de la Cambra.
El 1933, Gable es va iniciar en la maçoneria al Beverly Hills Lodge No. 528 CA.

## Malaltia i mort

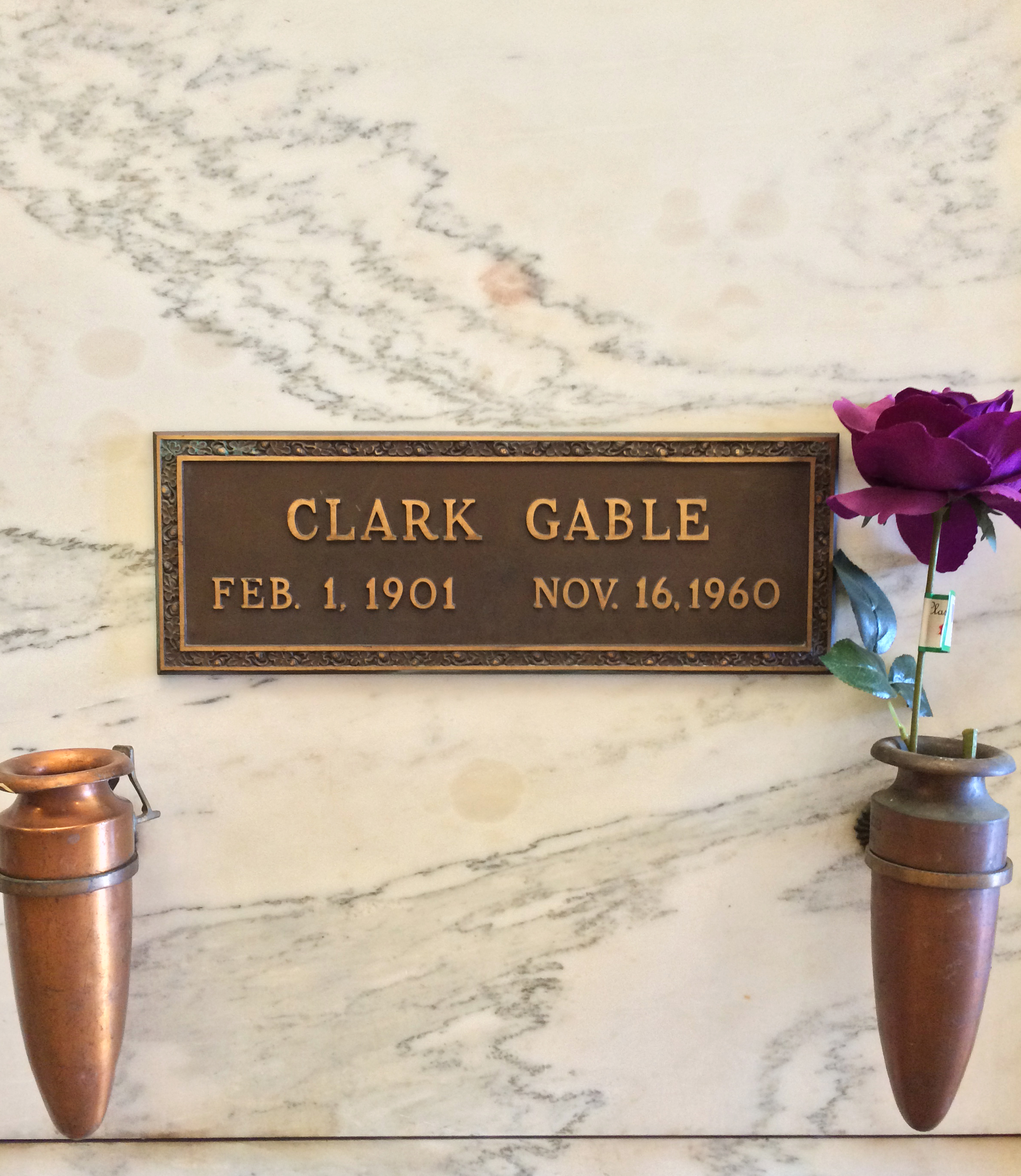
La cripta de Gable al Santuari de confiança del Gran Mausoleu a Forest Lawn, Glendale

El 6 de novembre de 1960, Gable va ser enviat al Hollywood Presbyterian Medical Center de Los Angeles, on els metges van trobar que havia patit un atac de cor. Els informes dels diaris de l'endemà indicaven el seu estat com a satisfactori. Al matí del 16 de novembre, semblava que millorava, però va morir aquella nit a l'edat de 59 anys d'un segon atac cardíac causat per una infecció. El personal mèdic no va fer reanimació cardiopulmonar per por que el procediment li trenqués el cor i no es disposava de desfibril·lador.
Gable està enterrat al Gran Mausoleu, Memorial Terrace, al Glendale's Forest Lawn Memorial Park al costat de Carole Lombard i la seva mare. Hi van assistir una guàrdia d'honor i els portadors Spencer Tracy i James Stewart. Vint-i-dos anys més tard, Kay Gable va morir i també va ser enterrat allà.

## Filmografia
- White Man (1924)
- Forbidden Paradise (1924)
- Declassee (1925)
- The Merry Widow (1925)
- The Plastic Age (1925)
- North Star (1925)
- The Johnstown Flood (1926)
- One Minute to Play (1926)
- The Painted Desert (1931)
- The Easiest Way (1931)
- Dance, Fools, Dance (1931)
- The Finger Points (1931)
- The Secret Six (1931)
- Laughing Sinners (1931)
- A Free Soul (1931)
- Night Nurse (1931)
- Sporting Blood (1931)
- Susan Lenox (Her Fall and Rise) (1931)
- Possessed (1931)
- Hell Divers (1931)
- Polly of the Circus (1932)
- Red Dust (1932)
- No Man of Her Own (1932)
- Strange Interlude (1932)
- The White Sister (1933)
- Hold Your Man (1933)
- Night Flight (1933)
- Dancing Lady (1933)
- Va succeir una nit (It Happened One Night) (1934)
- Men in White (1934)
- Manhattan Melodrama (1934)
- Chained (1934)
- Forsaking All Others (1934)
- After Office Hours (1935)
- China Seas (1935)
- The Call of the Wild (1935)
- Rebel·lió a bord (Mutiny on the Bounty) (1935)
- Wife vs. Secretary (1936)
- San Francisco (1936)
- Cain and Mabel (1936)
- Love on the Run (1936)
- Parnell (1937)
- Saratoga (1937)
- Test Pilot (1938)
- Too Hot to Handle (1938)
- Idiot's Delight (1939)
- Allò que el vent s'endugué (Gone with the Wind) (1939)
- Strange Cargo (1940)
- Boom Town (1940)
- Camarada X (Comrade X) (1940)
- They Met in Bombay (1941)
- Honky Tonk (1941)
- Somewhere I'll Find You (1942)
- Adventure (1945)
- The Hucksters (1947)
- Homecoming (1948)
- Command Decision (1948)
- Any Number Can Play (1949)
- Key to the City (1950)
- To Please a Lady (1950)
- Més enllà del Missouri (Across the Wide Missouri) (1951)
- Callaway Went Thataway (1951) (cameo)
- Lone Star (1952)
- Never Let Me Go (1953)
- Mogambo (1953)
- El camí de la traïció (Betrayed) (1954)
- Soldier of Fortune (1955)
- Els implacables (The Tall Men) (1955)
- Un rei per a quatre reines (The King and Four Queens) (1956)
- L'esclava lliure (Band of Angels) (1957)
- Run Silent, Run Deep (1958)
- Teacher's Pet (1958)
- But Not for Me (1959)
- Capri (It Started in Naples) (1960)
- Vides rebels (The Misfits) (1961)

## Premis i nominacions

### Premis
- 1935: Oscar al millor actor per Va succeir una nit

### Nominacions
- 1936: Oscar al millor actor per Rebel·lió a bord
- 1940: Oscar al millor actor per Allò que el vent s'endugué
- 1959: Globus d'Or al millor actor musical o còmic per Teacher's Pet
- 1960: Globus d'Or al millor actor musical o còmic per But Not for Me